# 保罗·肖克
保罗·肖克（法語：Paul Chocque，1910年7月14日—1949年9月4日），法国男子自行车运动员。他曾代表法国参加1932年夏季奥林匹克运动会自行车比赛，获得男子团体追逐赛银牌。